# Paul Greengard
 (avril 2019).
Si vous disposez d'ouvrages ou d'articles de référence ou si vous connaissez des sites web de qualité traitant du thème abordé ici, merci de compléter l'article en donnant les références utiles à sa vérifiabilité et en les liant à la section « Notes et références ».
Paul Greengard, né le 11 décembre 1925 à New York (États-Unis) et mort le 13 avril 2019 à Manhattan, est un chercheur américain en neurosciences à l'université Rockefeller. 

## Biographie
Paul Greengard est né à New York, fils de Pearl (née Meister) et de Benjamin Greengard, comédien de vaudeville. Sa sœur aînée était l'actrice Irene Kane, née Chris Greengard qui devint plus tard un écrivain du nom de Chris Chase. Leur mère est morte en couches et leur père s'est remarié en 1927. Les parents des frères et sœurs Greengard étaient juifs, mais leur belle-mère était épiscopalienne. Lui et sa sœur ont été « élevés dans la tradition chrétienne ». 
Pendant la Seconde Guerre mondiale, il a servi dans la marine américaine en tant que technicien en électronique au Massachusetts Institute of Technology, où il travaillait sur un système d'alerte avancé contre les avions kamikazes japonais. Après la Seconde Guerre mondiale, il fréquente le Hamilton College où il obtient un baccalauréat en mathématiques et physique en 1948. Il décida de ne pas faire d'études supérieures en physique car la plupart des recherches de pointe en physique de l'après-guerre sont axées sur les armes nucléaires ; il s'intéresse plutôt à la biophysique. Il commence ensuite des études supérieures à l'université Johns-Hopkins dans le laboratoire de Haldan Keffer Hartline. Inspiré par une conférence d’Alan Hodgkin, Greengard entreprend des travaux sur la fonction moléculaire et cellulaire des neurones. En 1953, il obtient son doctorat et entreprend des travaux postdoctoraux à l'université de Londres, à l'université de Cambridge et à l'université d'Amsterdam.[réf. nécessaire]
Il est ensuite nommé directeur du département de biochimie aux laboratoires de recherche Geigy. Après avoir quitté Geigy en 1967, il travaill brièvement au Collège de médecine Albert-Einstein et à l’université Vanderbilt avant de devenir professeur au département de pharmacologie de l’Université de Yale. En 1983, il intègre la faculté de l'Université Rockefeller. Greengard est membre du conseil des gouverneurs scientifiques du Scripps Research Institute. Il est président par intérim de la Fondation de recherche Fisher Centre for Alzheimer et siège au conseil d'administration de la Fondation de recherche Michael Stern Parkinson. Les deux fondations de renommée internationale soutiennent les recherches menées dans le laboratoire Greengard de l'université Rockefeller. 
Il est, avec Arvid Carlsson et Eric Kandel, le corécipiendaire du prix Nobel de physiologie ou médecine en 2000 pour ses travaux sur l'action des neurotransmetteurs sur les cellules nerveuses.
Il est décédé le 13 avril 2019.